# Viðareiðis kommun
Viðareiðis kommun (färöiska: Viðareiðis kommuna) är en kommun på Färöarna, belägen på ön Viðoy. Kommunen omfattar endast centralorten Viðareiði och hade vid folkräkningen 2015 totalt 354 invånare.

## Befolkningsutveckling
| Befolkningsutvecklingen i Viðareiðis kommun 1985–2015 | Befolkningsutvecklingen i Viðareiðis kommun 1985–2015 | Befolkningsutvecklingen i Viðareiðis kommun 1985–2015 | Befolkningsutvecklingen i Viðareiðis kommun 1985–2015 | Befolkningsutvecklingen i Viðareiðis kommun 1985–2015 |
| ----------------------------------------------------- | ----------------------------------------------------- | ----------------------------------------------------- | ----------------------------------------------------- | ----------------------------------------------------- |
|                                                       |                                                       |                                                       |                                                       |                                                       |
| År                                                    |                                                       |                                                       | Folkmängd                                             |                                                       |
| 1985                                                  | 1985                                                  |                                                       | 276                                                   |                                                       |
| 1990                                                  | 1990                                                  |                                                       | 304                                                   |                                                       |
| 1995                                                  | 1995                                                  |                                                       | 305                                                   |                                                       |
| 2000                                                  | 2000                                                  |                                                       | 328                                                   |                                                       |
| 2005                                                  | 2005                                                  |                                                       | 341                                                   |                                                       |
| 2010                                                  | 2010                                                  |                                                       | 346                                                   |                                                       |
| 2015                                                  | 2015                                                  |                                                       | 354                                                   |                                                       |
|                                                       |                                                       |                                                       |                                                       |                                                       |